# Schizaea montis-petrae
Schizaea montis-petrae là một loài dương xỉ trong họ Schizaeaceae. Loài này được Brade mô tả khoa học đầu tiên năm 1972.
Danh pháp khoa học của loài này chưa được làm sáng tỏ. 